# Уолт Дисни Анимейшън Студиос
Уолт Дисни Анимейшън Студиос (на английски: Walt Disney Animation Studios), наричана понякога съкратено Дисни Анимейшън, е американско филмово студио, което създава пълнометражни и късометражни филми за Уолт Дисни Къмпани.
Студиото е основано на 16 октомври 1923 г. от братята Уолт и Рой О. Дисни и е едно от най-старите анимационни студиа в света. Уолт Дисни Анимейшън Студиос е подразделение на Уолт Дисни Студиос и е със седалище в Рой Е. Дисни Анимейшън Билдинг в Бърбанк, Калифорния. От основаването си студиото е произвело 63 пълнометражни филма – от Снежанка и седемте джуджета (1937) до Смелата Ваяна 2 (2024), и стотици късометражни филма.
Основано като Дисни Брадърс Картун Студио през 1923 г., преименувано на Уолт Дисни Студио през 1926 г., а през 1929 г. е преименувано на Уолт Дисни Прадакшънс, студиото е съсредоточено в производството на късометражни филми, като през 1934 г. разширява продукцията си, включвайки пълнометражни филми, като първият е Снежанка и седемте джуджета от 1937 г., който е един от първите пълнометражни анимационни филми и първият, създаден в САЩ. През 1986 г. по време на голямо корпоративно преструктуриране Уолт Дисни Прадакшънс, прераснало от едно анимационно студио в международна мултимедийна компания, е преименувано на Уолт Дисни Къмпани, а анимационното студио – в Уолт Дисни Фичър Анимейшън, за да го разграничи от останалите подразделения. Сегашното му име е прието през 2007 г., след като Пиксар Анимейшън Студиос е придобито от Дисни през предходната година.
През по-голямата част от своето съществуване студиото е признато за водещо американско анимационно студио, разработило много от техниките, концепциите и принципите, превърнали се в стандартни практики в традиционната анимация. Студиото е пионер в изкуството на сториборда, което се превърнало в стандартна техника както в анимационните филми, така и в кинопроизводството. Звездите на късометражните филми на студиото са Мики Маус, Мини Маус, Доналд Дък, Дейзи Дък, Гуфи и Плуто, които са разпознаваеми герои в популярната култура и талисмани на Уолт Дисни Къмпани.
Уолт Дисни Анимейшън Студиос се управлява от Джаред Буш (главен творчески директор) и Кларк Спенсър (президент), като продължава продуцирането на филми, използвайки както метода на традиционната анимация, така и метода на компютърно генерираните изображения.

## История

### 1923 – 1929: Дисни Брадърс Картун Студио
Уолт и Рой О. Дисни основават анимационното студио Дисни Брадърс Картун Студио в Лос Анджелис през 1923 г. и започват да произвеждат поредица от немите късометражни филми Alice Comedies, в които участва детска актриса в анимационния свят. Поредицата Alice Comedies е разпространявана от Уинклър Пикчърс на Маргарет Джей Уинклър, която по-късно разпространява и втора тематична поредица на Дисни чрез Юнивърсъл Пикчърс – изцяло анимирания Oswald the Lucky Rabbit (1927). След преместването си в Калифорния братята Дисни първоначално започват работа в гаража на чичо си Робърт Дисни, намиращо се на Кингсуел Авеню 4406 в квартал Лос Фелис в Лос Анджелис, след което през октомври 1923 г. официално откриват студиото си в малка офис сграда, намираща се на Кингсуел Авеню 4651. През февруари 1924 г. студиото се премества в собствен офис на същата улица. През 1925 г. Дисни внасят депозит за помещение на Хиперион Авеню в близкия квартал Силвър Лейк, което става известно с името Хиперион Студио, за да се отличава от предишните местоположения на студиото, а през януари 1926 г. студиото се премества там вече с името Уолт Дисни Студио.
Междувременно, на следващата година Уолт Дисни се опитва да поднови договора си с Уинклър Пикчърс, но Чарлс Минц, който поема бизнеса от Маргарет, след като се жени за нея, иска да принуди Дисни да се съгласи на по-ниско авансово плащане за всеки късометражен филм от поредицата Oswald. Дисни отказва и тъй като Юнивърсъл притежава правата върху Oswald, а не Дисни, Минц създава собствено анимационно студио за създаване на анимационни филми за Освалд. По-голямата част от служителите на Дисни са наети от Минц, а в средата на 1928 г. Дисни сключва договор върху правата за Освалд.
Работейки тайно, докато бившите служители завършват договорите си с Минц, Дисни, главният аниматор на студиото Ъб Айуъркс и малкото останали лоялни служители започват създаването на анимационни филми с нов главен герой на име Мики Маус. Първите два анимационни филма за Мики Маус – Plane Crazy и The Galloping Gaucho, са представени през лятото на 1928 г. За третия анимационен филм за Мики Дисни продуцира саундтрак, като си сътрудничи с музиканта Карл Сталинг и бизнесмена Пат Пауърс. Впоследствие, третият анимационен филм за Мики Маус, Steamboat Willie, е първата анимация на Дисни със синхронизиран звук и има голям успех след дебюта си през ноември 1928 г. в Ню Йорк. Поредицата от филми за Мики Маус, разпространявана от Пауърс чрез Селебрити Прадакшънс, бързо се превръща в най-популярния анимационен сериал в Съединените щати. Втората поредица от звукови анимационни филми на Дисни, Silly Symphony, дебютира през 1929 г. с The Skeleton Dance.

### 1929 – 1940:Silly SymphoniesиСнежанка и седемте джуджета
На 16 декември 1929 г. студиото променя името си на Уолт Дисни Прадакшънс. През 1930 г. възникват финансови спорове между Дисни и Пауърс. Студиото подписва нов договор за дистрибуция с Кълъмбия Пикчърс. Пауръс подписва договор с Ъб Айуъркс, който започва да създава карикатури в собствено студио, като няколко години по-късно – през 1940 г. – се връща в студиото на Дисни.
Кълъмбия разпространява късометражните филми на Дисни в продължение на две години, като след изтичането на договора Дисни подписва нов договор с Юнайтед Артистс през 1932 г. През същата година Дисни подписва двугодишен ексклузивен договор с Техниколър за използването на новия 3-лентов цветен филмов процесор, който позволява по-пълноцветното възпроизвеждане на образите. Flowers and Trees от поредицата Silly Symphonies е първият филм, произведен чрез новия процесор на Техниколър, който се радва на голям успех. Всички следващи филми от поредицата са създадени по същия метод.
В началото на 30-те години Уолт Дисни разбира, че успехът на анимационните филми зависи от начина на емоционално разказване на историята, която трябва да грабне публиката и да я държи в напрежение и това го кара да създаде „сюжетен отдел“ с художници, посветени на развитието на историята, които да разработват сториборда. С добре развити герои и интересна история, филмът Three Little Pigs от поредицата Silly Symphony получава голям успех в боксофиса и поп културата, а тематичната му песен Who's Afraid of the Big Bad Wolf? се превръща в популярен хит.
През 1934 г. Уолт Дисни обявява плановете си пред няколко свои служители да създаде първия пълнометражен анимационен филм. Въпреки присмеха от по-голямата част от филмовата индустрия, която нарича продукцията „глупост на Дисни“, Дисни продължава производството на Снежанка и седемте джуджета, който става първият анимационен пълнометражен филм на английски език и Техниколър. Студиото значително се разширява с утвърдени аниматори, художници от други области и завършили възпитаници на колежа, които се присъединяват към студиото, за да работята върху филма. Продукцията преминава в ориентировъчни и продължаващи курсове на обучение, които започват в студиото през 1932 г., ръководени от главните аниматори Лес Кларк, Норм Фъргюсън и Арт Бабит и преподавани от Доналд Греъм, учител по изкуство от близкия Хунардски институт за изкуство. В хода на преподаването Греъм и аниматорите създават много от техниките, които стават ключови в традиционната анимация. Филмите The Goddess of Spring (1934) и The Old Mill (1937) от поредицата Silly Symphonies служат като поле за експериментиране на нови техники като анимацията на реалистични човешки фигури, анимация със специални ефекти, използване на многопланова камера, която разделя слоевете на анимационния филм на няколко части, като се създава усещането, че камерата се движи през анимираната сцена.
Снежанка и седемте джуджета струва на Дисни огромната сума от 1,4 милиона долара (включително 100 000 долара само за разработването на историята). Филмът има безпрецедентен успех, когато е представен през февруари 1938 г. от RKO Radio Pictures, които приемат дистрибуцията на Дисни от Юнайтед Артистс през 1937 г. За кратко филмът е с най-голям ръст за всички времена преди успеха на Отнесени от вихъра две години по-късно, натрупвайки над 8 милиона долара при първото си излъчване, което е равностойно на над 145 милиона долара за 1999 г.
По време на производството на Снежанка и седемте джуджета продължава и работата по късометражните филми на Silly Symphonies. Филмите за Мики Маус преминават към Техниколър през 1935 г., като към поредицата са добавени няколко основни герои, сред които кучето на Мики Плуто и техните приятели Доналд Дък и Гуфи. Доналд, Гуфи и Плуто се появяват в самостоятелни филми до 1940 г., а карикатурите на Доналд Дък засенчват популярността на Мики Маус. Поредицата Silly Symphonies приключва през 1939 г., като печели седем награди на Академията.

### 1940 – 1948: Нови филми, стачка, Втора световна война
Успехът на Снежанка позволява на Дисни да построи ново, по-голямо студио на учица Буена Виста в Бърбанк, където компанията е със седалище и до днес. Уолт Дисни Прадакшънс прави своето първично публично предлагане на 2 април 1940 г. с Уолт Дисни като президент и председател и Рой Дисни като изпълнителен директор.
Студиото започва производството на нови анимационни филми, като първият е Пинокио, издаден през февруари 1940 г. Първоначално филмът не печели големи приходи от боксофиса. Бюджетът на Пинокио е малко над 2,2 милиона долара – сума два пъти по-висока от тази на Снежанка – като компанията си възстановява 1 милион долара до края на 1940 г., а боксофисът варира между 1,4 и 1,9 милиона долара. Въпреки това, Пинокио печели критиката, а също и две награди Оскар в категориите най-добра оригинална песен и най-добра оригинална музика, като това го превръща в първия филм на студиото, спечелил и критиката, и на наградите Оскар.
Експерименталният филм Фантазия, в който от началото до края звучи музика на оркестър, дирижиран от Леополд Стоковски, е издаден през 1940 г. Продуцирането на филма струва на студиото 2 милиона долара и въпреки че печели 1,4 милиона, Фантазия е на по-голяма загуба от Пинокио. RKO приема разпространението на Фантазия през 1941 г., като по-късно го преиздава в редактирани версии. Въпреки финансовия си провал, Фантазия получава две Почетни награди на Академията на 26 февруари 1942 г. – едната за развитието на иновативната система Fantasound, използвана за създаване на стереоскопичен саундтрак на филма, а другата за Стоковски и приноса му към филма. Голяма част от персонажната система на тези продукции и всички следващи пълнометражни филми до 70-те години се контролират от аниматорите на Уолт Дисни, наречени Деветимата старци, част от които са режисьори или продуценти на филмите на студиото: Франк Томас, Оли Джонстън, Волфганг Райтерман, Лес Кларк, Уорд Кимбъл, Ерик Ларсън, Джон Лаунсбъри, Милт Кал и Марк Дейвис. Други аниматори на Дисни през този период са Норм Фъргюсън, Бил Тайтла и Фред Мур. В отдела по разработване на пълнометражни анимационни филми на Дисни се създава йерархична система – на по-младите аниматори се възлагали задачи върху кратки теми, докато аниматорите с по-висок статус като Деветимата старци работят по пълнометражните филми. Това води до създаването на професионален съюз в студиото.
През май 1941 г. започва стачка на съюза, която приключва през юли-август същата година. Тъй като Уолт Дисни Прадакъшнъс е създадена като обединяваща фирма, Уолт Дисни и няколко служители на студиото са изпратени от правителството на САЩ по политика на добросъседство в Централна и Южна Америка. Стачката в Дисни и последствията от нея водят до напускането на студиото от няколко специалисти по анимация, сред които аниматорите Арт Бабит, Бил Тайтла, Франк Ташлин, Морис Ноубъл, Уолт Кели, Бил Мелендес и Джон Хубли. Хубли, заедно с няколко противници на Дисни, основава студиото Юнайтед Прадакшънс ъф Америка, основен конкурент на Дисни в производството на анимационни филми през 50-те години.
Филмът Дъмбо, създаден по време на стачката, чиято премиера е през октомври 1941 г., се оказва финансов успех за студиото. Той струва на Дисни 950 хиляди долара – половината от бюджета на Снежанка и седемте джуджета, по-малко от една трета от цената на Пинокио и две пети от цената на Фантазия. В крайна сметка Дъмбо събира 1,6 милиона долара. През август 1942 г. е премиерата на филма Бамби, който, подобно на Пинокио и Фантазия, не се представя добре в боксофиса. С бюджет от 1,7 милиона долара, Бамби събира 1,64 милиона долара.
Производството на пълнометражни анимационни филми е временно спряно след излизането на Бамби. Като се имат предвид финансовите неуспехи на някои от последните филми и Втората световна война, която прекъсва голяма част от задграничния кино пазар, финансистите на студиото от Банк ъф Америка му заемат работен капитал, при условие че временно се ограничи до производството на късометражни филми. Проектите Питър Пан, Алиса в Страната на чудесата и Лейди и Скитника са замразени. След влизането на САЩ във Втората световна война, след нападението над Пърл Харбър, студиото помещава над 500 военнослужещи от американската армия, които отговарят за защитата на близките фабрики на самолети от вражески бомбардировачи. В допълнение, няколко аниматори на Дисни са подготвени за борба във войната и студиото е договорено да произвежда съдържание за военно време, за по-специално военно обучение и граждански пропагандни филми. От 1942 до 1943 г. 95 процента от анимационната продукция на студиото е с военна тематика. По време на войната Дисни продуцира военния пропаганден анимационен филм Victory Through Air Power (1943) и поредица от късометражни анимационни филми с латиноамериканска тематика, вдъхновени от мисията на добросъседство от 1941 г., като са създадени и два пълнометражни филма – Салудос амигос (1942) и Тримата кабалерос (1943).
Салудос и Кабалерос задават шаблона за няколко други нискобюджетни филма на Дисни като Направи моята музика (1946), Веселби и безгрижие (1947), Време за мелодии (1948) и Приключенията на Икабод и мистър Тоуд (1949). Продължава и производството на късометражи филми, в които основни герои са Доналд Дък, Гуфи и Плуто, като често се появяват Мики Маус, Фигаро, а през 50-те години и Чип и Дейл и мечокът Хъмфри.
Освен това Дисни започва преиздаване на предишните си филми, започвайки с преиздаването на Снежанка и седемте джуджета през 1944 г., Пинокио през 1945 г. и Фантазия през 1946 г. Преиздаването на филмите на Дисни през седем години се превръща в традиция до 90-те години, когато започва продажба на филмите за домашно видео.

### 1948 – 1959: Връщане към пълнометражните филми, Буена Виста, край на късометражните филми, съкращения
През 1948 г. Дисни се връща към произвеждането на пълнометражни анимационни филми, като първият е Пепеляшка, базиран на приказката от Шарл Перо. С бюджет от 3 милиона долара, бъдещето на студиото зависи от успеха на филма. След издаването през 1950 г. Пепеляшка жъне успех в боксофиса, като печалбите позволяват на Дисни да продължи продуцирането на пълнометражни анимационни филми през 50-те години. След успеха на Пепеляшка са възобновени проектите за филмите Алиса в Страната на чудесата, Питър Пан и Лейди и Скитника. В допълнение, студиото започва нов амбициозен проект, който отнема голяма част от десетилетието – адаптация на приказката на Братя Грим Спящата красавица, с класическа партритура на Пьотър Чайковски.
Алиса в Страната на чудесата, издаден през 1951 г., не оправдава очакванията от боксофиса и е критикуван при първоначалното му издаване. Питър Пан, издаден през 1953 г., има комерсиален успех, като е обявен за филм с най-големи приходи за годината. През 1955 г. е издаден филмът Лейди и Скитника, който има голям успех, от който и да е пълнометражен филм на студиото, тъй като Снежанка и седемте джуджета печели около 7,5 милиона долара от наеми в северноамериканския боксофис през 1955 г. Лейди и Скитника е първият широкоекранен пълнометражен филм на Дисни, произведен чрез метода CinemaScope, и е първият анимационен филм на Дисни, разпространяван от собствената дистрибуторска компания Буена Виста Дистрибушън.
Към средата на 50-те години вниманието на Уолт Дисни се насочва предимно към нови начинания като игрални филми, телевизия и тематичния парк Дисниленд, производството на анимационните филми е оставено в ръцете на Деветимата старци. Това води до закъснения при одобряването на производството на филма Спящата красавица, който е издаден през 1959 г. С бюджет от 6 милиона долара, това е най-скъпият филм на Дисни до този момент, произведен в силно стилизиран арт стил, създаден от художника Ейвънд Ърл, представен в широк формат Super Technirama 70, с шестстепенно стереофонично звучене. Въпреки това, големите производствени разходи и недостатъчните приходи от касите водят до това, че студиото отчита първата си годишна загуба от десетилетието за фискалната 1960 г., което е предпоставка за масови съкращения в цялото студио.
В края на десетилетието късометражните филми на Дисни не се произвеждат редовно, като много от служителите от отделите, занимаващи се с тези продукции, напускат компанията или са преназначени да работят по телевизионните програми на Дисни като Клуб Мики Маус и Дисниленд. Докато поредицата Silly Symphonies на Дисни доминира през 30-те години на наградите Оскар за най-добър късометражен филм, същата е изместена от продукциите Том и Джери на Метро-Голдуин-Майер, Шантави рисунки и Весели мелодии на Уорнър Брос, чийто арт стил и стилизирана анимационна техника са възхвалени като по-модерни алтернативи на по-старомодния стил на Дисни. През 50-те години само един късометражен филм на Дисни – Toot, Whistle, Plunk and Boom, печели награда Оскар за най-добър късометражен филм.

### 1959 – 1966: По-малко пълнометражни филми, последните години на Уолт Дисни
През 1961 г. Дисни издава Сто и един далматинци, анимационен филм, който популяризира използването на ксерографията по време на процеса на омастиляване и рисуване на традиционна анимация. Използвайки ксерографията, анимационните рисунки могат да бъдат фотохимично прехвърлени, а не традиционното прекопиране на прозрачен лист – метод, използван до този момент. Филмът има успех, като се нарежда на десето място по приходи за 1961 г. с 6,4 милиона долара.
Учебната програма по анимация на Дисни, започнала в студиото преди разработването на Снежанка от 1932 г., води до откриването на Калифорнийския институт по изкуства, основан от Уолт Дисни, Рой О. Дисни и Нелбърт Кунар. Институтът се формира чрез сливането на Института по изкуства Кунар и Музикалната консерватория в Лос Анджелис. Включва разработена от Дисни програма по анимационно изкуство за обучение според образователните степени. Институтът се превръща в алма матер на много от бъдещите аниматори на Дисни и други компании от 70-те години до днес.
Мечът в камъка, издаден през 1963 г., е шестият филм с най-големи приходи (4,75 милиона долара) за годината в Северна Америка. Късометражният филм Мечо Пух и меденото дърво, адаптация на история от Алън Милн, е издаден през 1966 г., а през 1977 г. е издаден пълнометражният филм Многото приключения на Мечо Пух.
Уолт Дисни умира през декември 1966 г., десет месеца преди да бъде завършен и издаден следващият филм на студиото Книга за джунглата. Филмът има успех, като завършва на четвърто място по приходи за годината.

### 1967 – 1983: Спад в популярността, назначения и уволнения
След смъртта на Дисни Волфганг Райтерман продуцира и режисира филми на студиото. Седемдесетте години започват за студиото с излизането на филма Аристокотките, който е последният филмов проект, одобрен от Уолт Дисни. През 1971 г. Рой О. Дисни, съоснователят на студиото, умира, а Уолт Дисни Прадакшънс е оставен в ръцете на Дон Тейтъм и Керд Уолкър, които се редуват като председател и изпълнителен директор в припокриващи се условия до 1978 г. Следващият филм, Робин Худ, е създаден със значително намален бюджет. И Аристокотките, и Робин Худ не печелят големи приходи от касите и не се радват на критичен успех.
Спасителите, издаден през 1977 г., постига успех, надминавайки последните два филма на студиото. Филмът получава признание от критиката, търговски и финансови резултати и номинация за наглада Оскар, като в крайна сметка е третият филм с най-големи приходи за годината и е най-успешният и известен пълнометражен анимационен филм на Дисни след Книга за джунглата. Филмът е преиздаден през 1983 г. заедно с новия филм на Дисни Коледната песен на Мики.
Продукцията Спасителите е началото на промяната в процеса на производство в анимационното студио Дисни – ветераните Милт Кал и Лес Кларк се пенсионират, а местата им са заети от новите таланти Дон Блът, Рон Клемънтс, Джон Мъскър и Глен Кийн. Новите аниматори, завършили обучение в програмата по анимация в Калифорнийския институт по изкуства и обучавани от Ерик Ларсън, Франк Томас, Оли Джонстън и Волфганг Райтерман, получават първия си шанс да се докажат като професионалисти, работейки по филма Драконът на Пийт от 1977 г., анимация, режисирана от Блът. През септември 1979 г. недоволни от условията, предлагани от Дисни, Блът и няколко други новоназначени аниматори напускат студиото и започват работа в Дон Блът Прадакшънс, което става основен конкурент на Дисни в областта на анимацията през 80-те години.
След 4 години производство филмът Лисицата и хрътката е издаден през 1981 г. Филмът се приема като финансов успех за студиото, а работата продължава по филма Черният казан, адаптация на поредицата от романи Chronicles of Prydain от Лойд Александър.
Черният казан е предназначен да разшири зрителската аудитория, привличайки и по-възрастните зрители, а също и да се покаже талантът на новото поколение аниматори на Дисни, завършили Калифорнийския институт. Освен Кийн, Мъскър и Клемънтс, новото поколение аниматори включва и Андреас Дежа, Майк Гейбриъл, Джон Ласитър, Брад Бърд и Тим Бъртън. Ласитър е уволнен от студиото, след като настоява за продуциране на компютърни анимации, но продължава кариерата си като творчески ръководител в Пиксар, пионерно студио за компютърни анимации, което в края на 80-те години започва сътрудничество с Дисни. По същата причина е уволнен и Бъртън, след като през 1984 г. продуцира късометражния филм Франкенуини. Бъртън се превръща във водещ продуцент и режисьор на игрални филми за Дисни и други студиа. Някои от грандиозните проекти на Бъртън за Дисни са филмите Кошмарът преди Коледа (1993), игралната адаптация Алиса в Страната на чудесата и римейкът Франкенуини (2012). След няколко години работа в студиото Бърд също е уволнен заради това, че критикува висшето ръководство на Дисни, тъй като то не поема рискове, свързани с производството на анимационни филми. Впоследствие заема длъжността анимационен режисьор в други студиа, сред които Уорнър Брос Анимейшън и Пиксар.

### 1984 – 1989: Преструктуриране, завръщане на известността
Рон Милър, зет на Уолт Дисни, става президент на Уолт Дисни Прадакшънс през 1978 г. и главен изпълнителен директор през 1983 г. През същата година той разширява отделите за филмова и телевизионна продукция на компанията, като създава подразделението Уолт Дисни Пикчърс, чрез което ще бъдат издавани бъдещите анимационни филми на компанията. След поредица от опити за корпоративно поглъщане през 1984 г., Рой Е. Дисни, син на Рой О. и племенник на Уолт, подава оставка от борда на директорите на компанията и започва своя кампания, наречена „SaveDisney“, като успешно убеждава борда да уволни Милър. Рой Е. Дисни предлага Майкъл Айснер за изпълнителен директор и Франк Уелс за президент на компанията. Айснер назначава Джефри Каценберг за председател на подразделението Уолт Дисни Студиос. След като Айснер поема управлението, Черният казан (1985) впоследствие е наречен „дъното“ на анимацията на Дисни. До този момент е най-скъпата продукция на Дисни – 44 милиона долара, Черният казан е търговският провал на компанията. Приходите от боксофиса възлизат на 21 милиона долара, което води студиото до загуба, поставяйки в опасност бъдещето на анимационния отдел.
Между 50-те и 80-те години загубите за Дисни намаляват, тъй като компанията разширява своята дейност, включвайки производството на игрални филми, телевизия и тематични паркове. Като нов изпълнителен директор Айснер обмисля закриването на анимационния отдел. Рой Е. Дисни се намесва, предлагайки да застане начело на анимационния отдел, а през това време Айснер създава подразделението Уолт Дисни Пикчърс Телевижън Анимейшън Груп, което да произвежда по-евтини анимационни филми за телевизията. Назначен от Айснер, Рой Е. Дисни назначава Питър Шнайдер, който да ръководи ежедневните задачи на отдела през 1985 г.
На 1 февруари 1985 г. ръководството на Дисни премества отдела за анимация в Бърбанк, Калифорния. Първият пълнометражен анимационен филм на отдела на новото местонахождение е Базил, великият мишок детектив (1986), започнат от Джон Мъскър и Рон Клементс със заглавието Базил от улица „Бейкър“, но двамата напускат продукцията след провала на Черният казан. Филмът има достатъчен критичен и търговски успех, който да вдъхне увереност на служителите от анимационното студио. По-късно същата година обаче Юнивърсъл Пикчърс в сътрудничество с Амблин Ентъртейнмънт на Стивън Спилбърг издават филма Американска опашка, режисиран от Дон Блът, който надминава успеха на Базил, великият мишок детектив в боксофиса.
Каценберг, Шнайдър и Рой Дисни започват да променят политиката на студиото, увеличавайки броя на служителите и продукциите, като всяка година да бъде издаван нов филм, а не на всеки две или четири години. Първият филм, произведен по новата политика на компанията, е Оливър и приятели (1988), в чийто актьорски състав са Били Джоел и Бет Мидлър, като акцентът е върху модерната поп музика. В същия ден, в който се състои кино премиерата на Оливър и приятели, се състои и премиерата на Земята преди време. Въпреки това, Оливър побеждава по приходи продукцията на Юнивърсъл.
През 1988 г. Дисни започва да навлиза в дългогодишната анимационна индустрия в Австралия, закупувайки австралийското студио на Хана-Барбера, като основава подразделението Дисни Анимейшън Австралия.
Докато Оливър и приятели и следващият филм Малката русалка са в процес на създаване, Дисни си сътрудничи с Амблин Ентъртейнмънт и аниматора Ричърд Уилямс, за да създадат Кой натопи Заека Роджър, новаторски игрално-анимационен филм, режисиран от Робърт Земекис, който има лиценз за анимационните герои на други студиа. Дисни отваря ново анимационно студио в Англия, ръководено от Уилямс, в което да се създадат анимационните герои за Кой натопи Заека Роджър, като много от аниматорите от калифорнийското студио пътуват до Англия, за да работят върху филма. Кой натопи Заека Роджър печели критичен и търговски успех и печели три награди Оскар. Филмът е от ключово значение за подновяване на интереса към американската анимация. Освен самия филм, студиото създава и три късометражни филма за Заека Роджър в края на 80-те и началото на 90-те години.

### 1989 – 1994: Начало на Ренесанса на Дисни, успешни продукции, влияние върху анимационната индустрия
Второто студио, Уолт Дисни Фичър Анимейшън Флорида, е открито през 1989 г., с 40 служители. Офисите му са разположени в тематичния парк Дисни Уърлд в Бей Лейк, Флорида, а на посетителите е позволено да обиколят студиото и да наблюдават аниматорите по време на работа. Същата година студиото издава филма Малката русалка, който се превръща в ключово постижение в историята на Дисни като лентата има най-голям критичен и търговски успех от десетилетия. Режисьори са Джон Мъскър и Рон Клемънтс, участвали и в по-ранни продукции на Дисни. Малката русалка печели 84 милиона долара от северноамериканския боксофис. Партитурите във филма са дело на Алън Менкен, а текстовете на песните – на Хауърд Ашман, който е копродуцент и консултант за сюжета на филма. Малката русалка печели две награди Оскар в категориите най-добра оригинална песен и най-добра оригинална музика.
Малката русалка възобновява интереса към анимацията и мюзикъла. Филмът е първият, в който се използва система за прозиводство на компютърна анимация, разработена от Пиксар за Дисни. Малката русалка е и първият от поредица блокбъстъри, издадени в следващото десетилетие от Уолт Дисин Фичър Анимейшън, период станал известен с термина Ренесанс на Дисни.
Късометражният анимационен филм с участието на Мики Маус и приятели Принцът и просякът е излъчен с премиерата на Спасителите в Австралия (1990), който е първото анимационно продължение на Дисни и първият филм, оцветен и композиран от компютър, изпалзвайки системата за производство на компютърна анимация. Филмът обаче не постига успеха на Малката русалка. Производството на следващия анимационен филм на Дисни, Красавицата и звярът (1991), започва в Лондон, но е прехвърлено в Бърбанк, след като компанията затваря офиса си в Англия, като се променя форматът му в музикално-забавен, подобно на Малката русалка. Партитурите са дело на Алан Менкен, който композира и песните, макар че умира преди продукцията да бъде завършена, а Хауърд Ашман пише текстовете към тях.
Премиерата на филма е през ноември 1991 г. Красавицата и звярът, режисиран от Кърк Уайз и Гари Трусдейл, има безпрецедентен критичен и търговски успех, по-късно признат за един от най-добрите филми на студиото. Филмът получава шест номинации за Оскар, включително за най-добър филм, и печели в категориите най-добра оригинална музика и най-добра оригинална песен. Приходите от боксофиса на филма възлизат над 145 милиона долара, като получава допълнителни приходи от мърчандайзинга.
Успехите на Малката русалка и Красавицата и звярът създават шаблона на бъдещите филми на Дисни през 90-те години – музикално-забавен формат, с песни в стила на Бродуей и доза напрежение, придружени от маркетинг промоции и мърчандайзинг, насочен към зрители от всички възрасти. В допълнение към утвърдения екип на Дисни, състоящ се от Джон Мъскър, Рон Клементс, Кърк Уайз и Гари Трусдейл, се присъединяват следните художници и режисьори: Роджър Алърс, Роб Минкоф, Крис Сандърс и Бренда Чапман, и водещите аниматори: Глен Кийн, Андреас Дежа, Ерик Голдбърг, Ник Раниери, Уил Фин и други.
Филмът Аладин, чието премиера е през ноември 1992 г., продължава възходящата тенденция в успеха на анимационните филми на Дисни, като печели 504 милиона долара от боксофисите в световен мащаб и две награди Оскар за най-добра оригинална песен и най-добра оригинална музика. С песни от Менкен, Ашман и Тим Райс, който заменя Менкен след неговата кончина, и с гласа на Робин Уилямс, Аладин установява тенденцията известни актьори и актриси да озвучават героите на Дисни, превърнало се в практика и до днес.
През юни 1994 г. се състои премиерата на Цар лъв, режисиран от Роджър Алърс и Роб Минкоф. Филмът е озвучен от Джеймс Ърл Джоунс, Матю Бродерик и Джеръми Айрънс, а песните са написани от Тим Райс и поп звездата Елтън Джон. Приходите на Цар лъв възлизат на 768 милиона долара от световния боксофис, като към 1994 г. поставя рекорд по приходи за анимационен филм, филмът печели милиони и от мърчъндайзинга и продажбите на саундтрака.
Аладин и Цар лъв са филмите с най-големи приходи в световен мащаб за съответните години. Между тези две вътрешни продукции Дисни продуцира филма Кошмарът преди Коледа на бившия си аниматор Тим Бъртън. Анимацията отново става все по-важна и доходоносна част от бизнеса на Дисни. Компанията започва да разширява дейността си. До водещото калифорнийско студио е построена нова сграда, в която се помещава Дисни Фичър Анимейшън, открита през 1995 г. Студиото във Флорида, открито през 1992 г., също е разширено, а едно от студиата на Дисни в парижкото предградие Монтрьой – бивше студио на братя Бризи – се преименува на Уолт Дисни Фичър Анимейшън Париж, където са произведени филмите Гуфи (1995) и части от следващите филми на компанията. Дисни започва да произвежда филми, издавани директно за домашна употреба, които са продължения на успешните им анимации, като Завръщането на Джафар (1994), продължение на Аладин и начало на телевизионния сериал Аладин. Анимационните филми на Дисни Красавицата и звяра и Цар лъв получават своите музикални адаптации на Бродуей през 1994 и 1997 г. съответно.
Джефри Каценбърг и екип на Дисни са включени в разработването и производството на Играта на играчките – първия изцяло компютърно анимиран филм, произведен някога. Играта на играчките е продуциран за Дисни от Пиксар и режисиран от бившия аниматор на Дисни Джон Ласитър, когото Питър Шнайдър неуспешно се опитва да наеме обратно след успеха на късометражния филм на Пиксар Tin Toy (1988). Издаден през 1995 г., Играта на играчките получава одобрението на критиците и търговски успех, Пиксар подрисва договор за пет филма с Дисни. Двете компании си сътрудничат в производството на филмите Приключението на бръмбарите (1998), Играта на играчките 2 (1999), Таласъми ООД (2001) и Търсенето на Немо (2003).

### 1994 – 1999: Край на Ренесанса на Дисни, намаляващи постъпления
Възникват притеснения в Дисни, по-специално от страна на Рой Е. Дисни, за това, че шефът на студиото Джефри Каценберг има твърде много заслуги за успеха на филмите на компанията от началото на 90-те години. Президентът на Дисни Франк Уелс загива в катастрофа с хеликоптер през 1994 г., а Каценберг лобира изпълнителният директор Майкъл Айснер да заеме президентския пост. Това поражда напрежение между Каценберг, Айснер и Дисни, като в крайна сметка Каценберг е принуден да си подаде оставката, а неговото място е заето от Джо Рот. На 12 октомври 1994 г. Каценберг става един от основателите на Дриймуъркс, чието анимационно подразделение се превръща в основен конкурент на Дисни в областта на анимацията, с първите си два пълнометражни анимационни филма – Мравката Z и Принцът на Египет.
За разлика от продукциите от началото на 90-те години, анимационните филми на Дисни от средата на същото десетилетие отбелязват намаляваща възвръщаемост на приходите. Филмът Покахонтас, издаден през лятото на 1995 г., е критично и търговско разочарование в сравнение с предшествениците си, събирайки 346 милиона долара в световен мащаб. Филмът печели две награди Оскар. Следващият филм, Гърбушкото от Нотр Дам (1996), частично произведен в парижкото студио на компанията, получава добри отзиви от критиката и събира 325 милиона долара в световен мащаб. През следващото лято Херкулес събира 252 милиона долара от световния боксофис и получава положителни отзиви, но се явява началото на упадъка на традиционните анимационни филми. Производствените разходи на студиото се увеличават – от 79 милиона долара общи разходи (производство, маркетинг и други разходи) за Цар лъв през 1994 г. до 179 милиона долара за Херкулес 3 години по-късно. Дисни зависи от популярността на новите си филми, за да равива мърчандайнзинга, атракционите за тематичния си парк, продълженията за домашна употреба и телевизионните програми в другите си подразделения.
Мулан (1998), първият филм, произведен предимно в студиото във Флорида, печели 305 милиона долара от световния боксофис. През следващото лято Тарзан, режисиран от Кевин Лима и Крис Бък, има голям бюджет от 130 милиона долара и печели 448 милиона в световен мащаб. Песента от филма в изпълнение на поп звездата Фил Колинс води до значителни рекордни продажби и награда Оскар в категория най-добра оригинална песен.
През октомври 1999 г. Dream Quest Images, студио за специални ефекти, закупено от Уолт Дисни Къмпани през април 1996 г., за да замени Буена Виста Вижуал Ефектс, е обединено с Уолт Дисни Фичър Анимейшън, за да образува подразделението, наречено Сикрет Лаб. Сикрет Лаб продуцира филма Динозавър, издаден през май 2000 г. Продукцията, струваща 128 милиона долара, печели 349 милиона долара в световен мащаб, под очакванията на студиото, Сикрет Лаб е закрита през 2001 г.

### 2000 – 2006: Загуби, корпоративни въпроси
Фантазия 2000, продължение на филма от 1940 г., е проект на Рой Е. Дисни от 1990 г., издаден на 1 януари 2000 г. Фантазия 2000 е първият пълнометражен анимационен филм, създаден и разпространяван в IMAX формат. През юни същата година се състои стандартната кино премиера, бюджетът на филма възлиза на 90 милиона долара, а приходите – също на 90 милиона долара, което води до загуба за студиото от около 100 милиона долара. Шнайдер напуска поста си като президент на Уолт Дисни Фичър Анимейшън през 1999 г., за да стана президент на Уолт Дисни Студиос. Томас Шумахер, който е вицепрезидент на Шнайдер, е новият президент на Уолт Дисни Фичър Анимейшън. Шумахер е натоварен със задачите да съкрати разходите, включително намаляване на заплатите и съкращаване на служители (от 2200 души през 1999 г. до 1200).
През декември 2000 г. е представен Омагьосаният император. Филмът печели 169 милиона долара в световен мащаб. Атлантида: Изгубената империя (2001), опит за разбиване на формулата на Дисни чрез преминаване в екшън приключение, получава смесени отзиви и печели 186 милиона долара в световен мащаб срещу бюджет от 120 милиона долара.
Забележителните успехи на анимационните филми на Пиксар и Дриймуъркс от 2001 г. като Таласъми ООД и Шрек съответно, срещу по-малката възвръщаемост на Дисни с Омагьосаният император и Атлантида: Изгубената империя, водят до схващането, че традиоционно рисуваната анимация е остаряла и демоде. През март 2002 г., точно след успешната премиера на анимационния филм на Блу Скай Студиос Ледена епоха, Дисни уволнява повечето си служители от студиото на Фичър Анимейшън и започва да се ориентира към анимационни филми. На няколко служители са предложени позиции, създаващи компютърна анимация, а парижкото студио е затворено през 2003 г.
Студиото в Бърбанк продължава производството на планираните традиционно рисувани анимации Планетата на съкровищата и Бандата на кравите. Планетата на съкровищата е реализиран в IMAX формат и получава положителни отзиви, но е финансово неуспешен след премиерата му през ноември 2002 г. 2D отделите на студиото в Бърбанк са затворени в края на същата година след завършването на Бандата на кравите.
Междувременно производството на пълнометражни анимационни филми продължава в студиото на Фичър Анимейшън Флорида, където филмите се създават, но с по-ниски разходи. Филмът Лило и Стич (2002) е комедия, с драматична нотка, написана и режисирана от Крис Сандърс и Дийн Деблоа, става първият хит на студиото след Тарзан, с бюджет от 80 милиона долара печели 273 милиона долара от световния боксофис.
По това време повечето пълнометражни филми на Дисни от 90-те години получават своите продължения, издадени директно за домашна употреба, или телевизионни сериали (или и двете), продуцирани от анимационния отдел на Дисни Телевижън. През февруари 2002 г. е издадено на VHS и DVD продължението Завръщане в Невърленд на филма от 1953 г. Питър Пан. Така Дисни започва да издава по-нискобюджетни филмови продължения, директно с видео премиери.
През 2003 г. Том Шумахер е назначен за президент на Буена Виста Театрикал Груп, а Дейвид Стейнтън, тогава президент на Уолт Дисни Телевижън Анимейшън, поема управлението на Уолт Дисни Фичър Анимейшън. Стейнтън наблюдава отдела на Дисни за филми, издавани директно за домашна употреба, Дисни Тун, чийто контрол е прехвърлен на Уолт Дисни Фичър.
Под управлението на Стейнтън студиото във Флорида завършва Братът на мечката, който не се представя толкова добре, колкото Лило и Стич, в критично и финансово отношение. На 12 януари 2004 г. Дисни обявява затварянето на студиото си във Флорида. След неуспеха на Бандата на кравите през април 2004 г., Дисни, ръководена от изпълнителния директор Боб Ламбърт, официално обявява преобразуването на Уолт Дисни Фичър Анимейшън в изцяло CGI студио – процес, започнал две години по-рано, вече с 600 служители компанията започва да продава цялата си техника за традиционна анимация.
След излизането на Братът на мечката през ноември 2003 г., председателят на Фичър Анимейшън Рой Е. Дисни се оттегля от Уолт Дисни Къмпани, като започва втората си кампания „SaveDisney“, подобна на тази, чрез която принуждава Рон Милър през 1984 г. да напусне компанията. Този път кампанията е срещу Майкъл Айснер, с когото имат различия по отношение на управлението на компанията.
Разговорите между Айснер и изпълнителния директор на Пиксар Стив Джобс, свързани с условията за подновяване на сделката за дистрибуция на Дисни-Пиксар, завършват неуспешно през януари 2004 г.
През 2005 г. Дисни издава първия си изцяло компютърно анимиран филм – Чикън Литъл. Филмът има задоволителен успех в боксофиса, събирайки приходи в размер на 315 милиона долара в световен мащаб, но не е приет добре от критиката. По-късно същата година, след двугодишната кампания на Рой Е. Дисни, Айснер обявява, че подава оставка и назначава Боб Айгър, тогава президент на компания Дисни, за председател и главен изпълнителен директор.

### 2006 – 2009: Възход, придобиване на Пиксар, преименуване
По-късно Айгър споделя: „все още нямах цялостно усещане за това колко е западнала анимацията на Дисни“. Той описва историята от началото на 90-те години като „изпъстрена от куп скъпи провали“ като Херкулес и Чикън Литъл; „скромните успехи“ като Мулан и Лило и Стич, които са критично и търговски неуспешни в сравнение с филмите от Дисни Ренесанса. След като Айгър става изпълнителен директор, Джобс възобновява преговорите с Дисни. На 24 януари 2006 г. Дисни обявява, че ще придобие Пикаср за 7,4 милиарда долара, като сделката приключва през май същата година. Айгър вярва, че Дисни Анимейшън се нуждае от ново ръководство и назначава Джон Ласитър за главен творчески директор и Едуин Катмул за президент.
Докато ръководството на Дисни обсъжда закриването на Фичър Анимейшън като излишно, Катмул и Ласитър решават да променят политиката на студиото. Ласитър споделя: „нямаше да допуснем затварянето на студиото. Бяхме решени да спасим наследството на невероятното студио на Уолт Дисни, като го върнем на нивото, което му се полага. Спасяването на студиото беше на нашите плещи“. Ласитър и Катмул привличат аниматорите от 80-те години, напуснали студиото – Рон Клементс, Джон Мъскър, Ерик Голдбърг, Марк Хен, Андреас Дежа, Брус Смит и Крис Бък. Макар че са под обща собственост и управление, Катмул и Ласитър очертават линия между Фичър Анимейшън и Пиксар за това, че всяко студио е отговорно единствено за собствените си проекти, като не е разрешено наемането на аниматори от другото. Позицията на Катмул и Ласитър е, че двете студиа не трябва да се сливат, тъй като това би бил грешен подход. Катмул и Ласитър въвеждат във Фичър Анимейшън модела на управление на Пиксар за студио, управлявано от режисьор, а не от изпълнителни директори.
През 2007 г. Ласитър преименува Уолт Дисни Фичър Анимейшън в Уолт Дисни Анимейшън Студиос и препозиционира студиото като анимационна компания, създаваща както традиционни, така и компютърно анимирани филми.
През 2007 г. студиото издава Семейство Робинсън, втория си изцяло CGI филм, който печели 169,3 милиона долара в световен мащаб. През същата година Диснитун Студиос е преструктуриран и започва да работи като отделно звено под контрола на Ласитър и Катмул. Директната намеса на Ласитър в следващия филм на студиото, Американско куче, води до напускането на режисьора Крис Сандърс, който се присъединява към екипа на Дриймуъркс. Крис Уилямс и Байрън Хауърд са новите режисьори на продукцията, която е преименувана на Гръм, чиято премиера е през 2008 г. и получава положителни отзиви от критиката като се превръща в първия филм на Дисни след Лило и Стич, спечелил критиците. Филмът има умерен финансов успех и получава номинация от Академията за категорията най-добър анимационен филм.
Принцесата и жабокът (2009), режисиран от Рон Клемънтс и Джон Мъскър, е първият традиционно рисуван филм на студиото от пет години. Връщането към музикално-комедийния формат от 90-те години, с музика от Ранди Нюман, филмът получава положителни отзиви от критиката и е номиниран за Оскар в две категории – за най-добър анимационен филм, и две номинации за най-добра оригинална песен. С бюджет от 105 милиона долара, продукцията печели 267 милиона долара в световен мащаб и се приема като слабо представяне поради конкуренцията с Аватар. В допълнение, компанията е обвинена, че използва в заглавието на филма думата „принцеса“, като за следващите си продукции Дисни използва символични заглавия – Рапунцел става Заплетена, а Снежната кралица – Замръзнала През 2014 г. аниматорът на Дисни Том Сито сравнява боксофиса на Принцесата и жабокът с този на Базил, великият мишок детектив (1986). През 2009 г. студиото продуцира специално за телевизионната мрежа на Ей Би Си коледния късометражен филм Prep & Landing.

### 2010 – 2018: Продължение на обновяването, напускането на Джон Ласитър и Ед Катмул
След Принцесата и жабокът студиото издава Рапунцел и разбойникът, компютърно генерирана музикална адаптация на приказката Рапунцел от Братя Грим, с песни от Алън Менкен и Глен Слейтър. Разработването започва през 2002 г. под ръководството на Глен Кийн, Рапуцнел и разбойникът, режисиран от Байрън Хауърд и Нейтън Грино, е издаден през 2010 г. и печели положителни отзиви от критиката и значителен търговски успех. Филмът е номиниран за няколко отличия, а световният му боксофис възлиза на 591 милиона долара, като се превръща в третия най-успешен филм на студиото дотогава.
През 2011 г. се състои премиерата на Мечо Пух, нов пълнометражен анимационен филм, базиран на героите от историите за Мечо Пух от Алън Милн, като печели критиците, но не получава очаквания търговски успех. Разбивачът Ралф, режисиран от Рич Мур, е издаден през 2012 г. и получава положителни отзиви от критиката и значителен търговски успех. Филмът печели множество награди, включително Ани за най-добър пълнометражен анимационен филм, награда на критиката на за най-добър пълнометражен анимационен филм, а също номинации за Златен глобус за най-добър анимационен филм и Оскар за най-добър пълнометражен анимационен филм. Приходите на филма в световен мащаб възлизат на 471 милиона долара. В допълнение, студиото печели първата си награда Оскар за късометражен филм от 44 години с Човекът с листовете (2012). Режисьор на филма е Джон Карс. За Човекът с листовете се използва нов софтуер, разработен от студиото, който обединява ръчно рисувани и компютърни техники за анимация в рамките на един и същи герой, за да се създаде уникален „хибрид“. Според продуцентката Кристина Рийд, студиото продължава да развива техниката за бъдещи проекти, включително анимационни филми.
През 2013 г. студиото освобождава деветима от своите аниматори, сред които Ник Раниери и Рубен А. Акино, което води до спекулации в блоговете, че Дисни изоставя традиционно рисуваната анимация, слух, който е опроверган от компанията. През същата година се състои премиерата на Замръзналото кралство, музикален компютърно генериран филм, превърнал се в блокбъстър, вдъхновен от приказката Снежната кралица от Ханс Кристиан Андерсен. Режисьори на филма са Крис Бък и Дженифър Лий, а песните са дело на екипа от Бродуей Робърт Лопес и Кристен Андерсън-Лопес. Това е първият филм на Дисни, който печели над 1 милиард долара от световния боксофис. Замръзналото кралство е и първият филм на Дисни, който печели награда Оскар за най-добър пълнометражен анимационен филм (категория, започнала от 2001 г.), както и първият след Тарзан, спечелил награда на Академията. Филмът е излъчен в кината заедно с Get a Horse!, нов късометражен анимационен филм за Мики Маус, съчетаващ черно-бяла рисувана анимация и пълноценна компютърно генерирана графика.
Следващият пълнометражен филм на студиото, Героичната шесторка, комедийно-приключенски компютърно генериран филм, вдъхновен от едноименния комикс на Марвел Комикс, е издаден през ноември 2014 г. За филма студиото разработва нов софтуер за изобразяване на светлина, наречен Hyperion, който се използва и в следващите филми. Героичната шесторка получава одобрението на критиката и печели награда Оскар в категория най-добър пълнометражен анимационен филм. Филмът е придружен в кината от анимационния късометражен филм Feast, който печели Оскар за най-добър късометражен анимационен филм. През същия месец е обявено, че генералният мениджър Андрю Милстейн е повишен в президент на Уолт Дисни Анимейшън Студиос.
През март 2016 г. студиото издава анимационния пълнометражен филм Зоотрополис. Филмът има критичен и комерсиален успех, като приходите му възлизат на 1 милиард долара в световен мащаб и печели награда Оскар за най-добър пълнометражен анимационен филм.
Смелата Ваяна, фантастично-приключенски анимационен филм, е издаден през ноември 2016 г. Филмът е излъчен в кината заедно с късометражния филм Inner Workings. Смелата Ваяна получава положителни отзиви от критиците и търговски успех, като събира приходи в размер на над 600 милиона долара от свеновния боксофис и получава две номинации за Оскар.
През ноември 2017 г. Джон Ласитър обявява, че излиза в шестмесечен отпуск. Според различни информационни бюлетини, той е имал предполагаеми сексуални посегателства спрямо служителите на компанията. На 8 юни 2018 г. е съобщено, че Ласитър ще напусне Дисни и Пиксар в края на годината, след като компанията решава да не подновява договора му, но ще поеме консултантска роля, докато не изтече договорът. На 19 юни 2018 г. е обявено, че Дженифър Лий поема поста главен творчески директор на Дисни Анимейшън.
На 28 юни 2018 г. подразделението на студиото Диснитун Студиос е закрито, което води до освобождаването на 75 аниматори и служители. На 23 октомври 2018 г. е съобщено, че Ед Катмул ще се пенсионира в края на същата година и ще остане в ролята на съветник до юли 2019 г.
През ноември 2018 г. студиото издава продължението на Разбивачът Ралф, озаглавено Ралф разбива интернета. Филмът събира над 500 милиона долара приходи в световен мащаб и получава номинации за най-добър пълнометражен анимационен филм на наградите Златен глобус и Оскар.

### 2019–настояще: Продължаващ успех, пандемия от коронавирус, телевизионно разширение и финансови борби
През август 2019 г. е обявено, че Андрю Милстейн подава оставка, за да поеме длъжността съпредседател на Блу Скай Студиос заедно с Робърт Беърд, Кларк Спенсър е назначен за президент на Дисни Анимейшън Студиос, а Дженифър Лий е назначена за главен творчески директор, като и двамата се отчитат пред президента на Уолт Дисни Студиос Алън Бергман, 
Замръзналото кралство II, продължение на Замръзналото кралство, е пуснат през ноември 2019 г. Филмът печели над 1 милиард долара в световен мащаб и получава номинация за „Оскар“ за най-добра оригинална песен.
От 2020 г. до 2022 г. студиото продуцира поредица от експериментални късометражни филми за услугата Дисни+. През този период студиото се връща към ръчно рисуваната анимация.
През декември 2020 г. студиото обявява, че се разширява в продуцирането на телевизионни сериали – бизнес, който обикновено се управлява от подразделението Дисни Телевижън Анимейшън. Повечето проекти в процес на разработка са за Дисни+. Сериалите са Baymax! (разклонение на Героичната шесторка), Zootopia+ (антологична поредица, която се развива във вселената на Зоотрополис) и Iwájú (оригинална научна фантастична антологична поредица, копродуцирана с британската пан-африканска развлекателна компания „Kugali Media“). Сред предстоящите заглавия са Tiana, включваща главната героиня от Принцесата и жабокът. В допълнение, служители от Дисни Анимейшън участват в анимационния сериал на Дисни Телевижън Monsters at Work, базиран на франчайза на Пиксар Таласъми ООД.
Рая и последният дракон, фентъзи приключенски филм, е пуснат през март 2021 г. Поради пандемията от коронавирус премиерата се състои едновременно в кината и по Дисни+. Филмът събира над 130 милиона долара от киносалоните и се превръща в хит в стрийминг класациите, достигайки трето място за най-стрийвмано заглавие за 2021 г. Рая и последният дракон получава номинация на Академията на САЩ за най-добър анимационен филм.
През 2021 г. е съобщено, че студиото отваря ново анимационно студио във Ванкувър, чиято задача е разработването на дългосрочни сериали за Дисни+.
През ноември 2021 г. Дисни Анимейшън пуска филма Енканто. Поради пандемията филмът получава ексклузивно 30-дневно излъчване в кината и е пуснат в Дисни+ на 24 декември 2021 г. Въпреки че печели 256 милиона долара от касите в световен мащаб при бюджет от 120-150 милиона долара, филмът печели широка популярност след пускането си в Дисни+. Филмът печели награда „Оскар“ за най-добър анимационен филм и получава номинация за най-добра оригинална музика и най-добра оригинална песен.
През ноември 2022 г. е пуснат филмът Чуден свят. Въпреки че филмът получава положителни отзиви, той се проваля в боксофиса, събирайки 73 милиона долара в световен мащаб при бюджет от 135-180 милиона долара, с очаквана загуба от 100-147 милиона долара.
През 2023 г. Дисни Анимейшън създава нова стажантска програма за аниматори, рисуващи на ръка. Същата година късометражният филм Имало едно време едно студио е пуснат, за да се отпразнува 100-годишнината на Дисни, отбелязана през октомври 2023 г.
През ноември 2023 г. е издаден филмът Желание. Темата на филма е вдъхновена от 100-годишнината на компанията. Филмът получава смесени отзиви от критиците и събира приблизително 255 милиона долара в световен мащаб срещу производствен бюджет от 175-200 милиона долара. Филмът е номиниран за няколко награди, включително наградата Златен глобус за най-добър пълнометражен анимационен филм.

## Студио

### Управление
Уолт Дисни Анимейшън Студиос се управлява от Дженифър Лий (главен творчески директор от 2018 г.) и Кларк Спенсър (президент от 2019 г.)
Бивши президенти на студиото са Андрю Милстейн (ноември 2014 г. – юли 2019 г.), Едуин Катмул (юни 2007 г. – юли 2019 г.), Дейвид Стейнтън (януари 2003 г. – януари 2006 г.), Томас Шумахер (януари 2000 г. – декември 2002 г.) и Питър Шнайдер (1985 г. – декември 1999 г.).
Други бивши ръководители на Дисни, които са упражнявали голямо влияние, са Джон Ласитър (2006 – 2018, главен творчески директор на Уолт Дисни Анимейшън Студиос), Рой Е. Дисни (1972 – 2009, главен изпълнителен директор и председател на Уолт Дисни Анимейшън Студиос), Джефри Каценберг (1984 – 1994, председател на Уолт Дисни Студиос), Майкъл Айснер (1984 – 2005, главен изпълнителен директор на Уолт Дисни Къмпани) и Франк Уелс (1984 – 1994, президент на Уолт Дисни Къмпани). След кончината на Рой Е. Дисни през 2009 г. централата на Уолт Дисни Анимейшън Студиос в Бърбанк е именувана в негова чест – Рой Е. Дисни Анимейшън Билдинг – през май 2010 г.

### Локации
От 1995 г. Уолт Дисни Анимейшън Студиос е със седалище в Рой Е. Дисни Анимейшън Билдинг в Бърбанк, Калифорния, където се намира първата сграда на студиото (сега се помещават корпоративни офиси). Пред фоайето на сградата се поставена голяма версия на прочутата шапка от сегмента Чиракът на магьосника от пълнометражния анимационен филм Фантазия (1940). Дисни Анимейшън споделя местоположението си с Ей Би Си Студиос.
До средата на 90-те години Дисни Анимейшън работи от комплекса Еър Уей, състоящ се от стари хангари и офис сгради в Гранд Сентръл Бизнес Център, индустриален парк на мястото на бившето летище Гранд Сентръл на около 3,2 км източно от град Глендейл. Отделът Диснитун Студиос е базиран в Глендейл. Архивът на Дисни Анимейшън, днес известен като Библиотека за изследвания на анимацията, също се намира в Глендейл. За разлика от сградите в Бърбанк, Библиотеката се намира в неописна офис сграда близо до Гранд Сентръл Криейтив Кампус на Дисни. Разположена на 12 000 квадратни фута Библиотеката е дом на над 64 милиона артикула (скици, рисунки и т.н.) на анимационни произведения от 1924 г. насам; поради значението ѝ за компанията, Дисни изисква посетителите да се съгласят да не разкриват точното местоположение на сградата в Глендейл.
По-рано Дисни има студиа за пълнометражни филми в Монтрьой (предградие на Париж) и Бей Лейк, Флорида (близо до Орландо, в холивудските студиа на Дисни, където се намира един от четирите тематични парка на компанията в света). Парижкото студио е закрито през 2002 г., а студиото във Флорида – през 2004 г., превърнато е в офис сграда, като в част от нея се помещава Star Wars Launch Bay.
През ноември 2014 г. Дисни Анимейшън започва 16-месечно реновиране на Рой Е. Дисни Анимейшън Билдинг, за да ремонтира онова, което Катмул нарича интериор на „тъмница“. Например, интериорът е толкова претъпкан, че не може лесно да се организират срещи на високо ниво с всички присъстващи служители. Дисни не разкрива разходите за обновяването, но тогавашният главен творчески директор Джон Ласитър разкрива, че „целият център на втория етаж ще има атриум; искаме да направим тази сграда толкова красива, че да бъде достойна за артистичните таланти, работещи в нея“. Освен това е съобщено, че шапката на магьосника ще се постави над главния вход на сградата. Ласитър заявява: „Ще има великолепно стълбище, което се изкачва нагоре в шапката, това е наистина страхотен символ, като влизате в сградата чрез магията на шапката на Мики Маус“. Поради обновяването служителите на студиото са временно преместени от Бърбанк в най-близкото разположено студийно пространство, контролирано от Дисни – сградата на Диснитун Студиос в индустриалния парк в Глендейл и в стар склад, намиращ се в Северен Холивуд под западния подход към летището Боб Хоуп. Реновирането приключва през октомври 2016 г.

## Продукции

### Пълнометражни филми
Уолт Дисни Анимейшън Студиос създава анимационни филми в серия анимационни техники като традиционна анимация, компютърна анимация, комбинация от двете и анимация в комбинация с истински актьори. Първият филм на студиото е Снежанка и седемте джуджета, който излиза на 21 декември 1937 г., а най-новият филм е Замръзналото кралство II, чиято премиера е на 22 ноември 2019 г.

### Късометражни филми
След Alice Comedies от 20-те години на миналия век Уолт Дисни Анимейшън Студиос продуцират поредица от късометражни филми като анимационните филми за Мики Маус и сериала Silly Symphonies. Много от тези късометражни филми предоставят среда на студиото да експериментира с нови технологии, които използват в процеса на създаване на филми, като синхронизиране на звука в Steamboat Willie (1928), интегриране на процеса на Техниколър в Flowers and Trees (1932), многопланова камера в The Old Mill (1937), ксерографски процес в Goliath II (1960) и ръчно нарисувана и копютърно геренирана анимация в Off His Rockers (1992), Paperman (2012) и Get a Horse! (2013).